# Championnat du Guyana de football
Le championnat du Guyana de football est une compétition de football créée en 1990.

## Histoire
Le championnat de niveau national au Guyana n'est mis en place qu'en 1990. Auparavant, chaque ligue régionale organisait de façon indépendante son championnat. Seuls certains champions de Georgetown, la capitale, ont pu participer aux compétitions continentales avant l'instauration d'une compétition nationale. 
La Super League a connu de nombreuses interruptions au cours de son histoire, notamment entre 2001 et 2008, alors qu'en revanche, les championnats régionaux n'ont jamais cessé d'être disputés. 
La formation d'Alpha United FC est l'une des équipes dominantes sur la scène nationale, avec cinq titres de champions et plusieurs demi-finales de CFU Club Championship.
Avec la pandémie de Covid-19, la saison 2020 est annulée le 13 mars avant même son lancement. Un retour au jeu est entrevu pour mars 2021 puis un nouveau plan pour la tenue de la compétition sur quatre mois est présenté en juin de la même année sans qu'aucune de ces initiatives n'aboutissent.
En 2022, le football redémarre au Guyana mais seulement au niveau local. Ainsi, la fédération ne met pas en place de championnat national mais les clubs de l'élite sont invités à participer aux tournois organisés par leurs associations régionales.
C'est finalement en mai 2023, quatre ans après la dernière rencontre en championnat de première division, que reprend la GFF Elite League avec les mêmes dix clubs ayant disputé l'édition 2019,.

## Équipes participantes (2023)
Ce tableau présente les dix équipes qualifiées pour disputer le championnat 2023. On y trouve le nom des clubs, leur classement en 2019 (dernière saison disputée), leur localisation et le nom des stades dans lesquels ils évoluent.
| \| Georgetown : Ann's Grove Fruta Conquerors Defence Force Police Santos Western Tigers Georgetown Buxton United Den Amstel Milerock Victoria \| Localisation des clubs. |
| Georgetown : Ann's Grove Fruta Conquerors Defence Force Police Santos Western Tigers Georgetown Buxton United Den Amstel Milerock Victoria                               |

| Équipe                 | Ville         | Stade                                   |
| ---------------------- | ------------- | --------------------------------------- |
| Fruta Conquerors       | Georgetown    | Georgetown Football Stadium (en)        |
| Western Tigers (en)    | Georgetown    | Georgetown Football Stadium (en)        |
| Den Amstel             | Leonora       | Synthetic Track and Field Facility (en) |
| Guyana Defence Force   | Georgetown    | Guyana Defence Force Ground (en)        |
| Buxton United (en)     | Buxton (en)   | Buxton Community Ground                 |
| Santos Georgetown (en) | Georgetown    | Providence Stadium                      |
| Police FC (en)         | Georgetown    | Georgetown Football Stadium (en)        |
| Milerock FC            | Linden        | MacKenzie Sport Club Ground             |
| Victoria Kings (en)    | Victoria (en) | Georgetown Football Stadium (en)        |
| Ann's Grove United     | Georgetown    | Georgetown Football Stadium (en)        |

## Palmarès
- 1990 : Santos FC
- 1991-1992 : Santos FC
- 1992 : Bakewell Topp XX
- 1993 : Championnat non disputé
- 1994-1995 : Western Tigers FC
- 1995-1996 : Milerock FC
- 1996 : Omai Gold Seekers
- 1997 : Bakewell Topp XX
- 1998-1999 : Santos FC
- 1999-2000 : Championnat non disputé
- 2000 : Fruta Conquerors
- De 2001 à 2008 : Championnat non disputé
- 2009 : Alpha United FC
- 2010 : Alpha United FC
- 2011 : Championnat non disputé
- 2012 : Alpha United FC
- 2012-2013 : Alpha United FC
- 2013-2014 : Alpha United FC
- 2014-2015 : Championnat non disputé
- 2015-2016 : Slingerz FC
- 2016-2017 : Guyana Defence Force
- 2017-2018 : Fruta Conquerors FC
- 2019 : Fruta Conquerors FC[7]
- 2020-2022 : Championnat non disputé[1]
- 2023 : Guyana Defence Force[8]
- 2024 : Guyana Defence Force